# Chicken tikka masala
Chicken tikka masala (CTM) is een Indiaas gerecht. Het wordt in het Nederlandse taalgebied wel kip tikka massala genoemd. Het bestaat uit kip (chicken) die in stukjes is klein gesneden en gekruid (tikka), dan gebakken (traditioneel in een tandoor) en vervolgens opgediend in een saus met gemengde specerijen (masala) die in dit geval (vrijwel steeds) tomaten of tomatenpuree bevat.

## Herkomst omstreden
De exacte herkomst is onduidelijk, maar volgens een in Groot-Brittannië populair verhaal is het gerecht ontstaan in Glasgow, toen een klant de hem geserveerde chicken tikka (stukjes gebakken gemarineerde kip) te droog vond, waarop de kok er een tomatensaus aan toevoegde. Mohammad Sarwar, Brits parlementslid voor Glasgow Central, verzocht in 2009 de Britse regering te bevorderen dat dit gerecht de status van EU Protected Designation of Origin zou krijgen.
De tekst van de door hem voorgestelde motie luidde als volgt:
That this House records its appreciation of the culinary masterpiece that is chicken tikka masala; notes that it is Britain's most popular curry; recognises that it was invented in the great City of Glasgow by Ali Ahmed Aslam, proprietor of the Shish Mahal restaurant in Glasgow's West End in the seventies; further notes that Glasgow is three times winner of the curry capital of Britain award; and supports the campaign for Glasgow to be given EU Protected Designation of Origin for this most popular dish.
De motie werd niet in stemming gebracht. De toenmalige Britse minister van Buitenlandse zaken Robin Cook bracht zijn waardering voor chicken tikka masala in 2001 evenwel aldus onder woorden:
Chicken tikka masala is now a true British national dish, not only because it is the most popular, but because it is a perfect illustration of the way Britain absorbs and adapts external influences. Chicken tikka is an Indian dish. The masala sauce was added to satisfy the desire of British people to have their meat served in gravy.
Volgens andere bronnen is CTM echter een Indiaas gerecht, en slechts een variant op een reeds bestaand gerecht geheten butter chicken, dat rond 1950 in Delhi werd geserveerd.

## Variaties
Zowel ten aanzien van de samenstelling van de marinade als ten aanzien van de bereiding van de saus zijn vele variaties mogelijk. De kleur van de saus kan daardoor sterk verschillen.
Ook zijn er variaties op kip; het gerecht wordt soms bereid met lam (lamb tikka masala) of zonder vlees, met bijvoorbeeld kikkererwten (chickpea tikka masala) of quorn. De saus wordt in de handel aangeboden als tikka massala-(curry)saus, tikka massala-currypasta of tikka massala-curry.